# Futura (krój pisma)
Futura – geometryczny, bezszeryfowy, jednoelementowy, proporcjonalny krój pisma zaprojektowany w latach 1924–1926 przez Paula Rennera (1878–1956). W 1927 znalazł się on w ofercie odlewni czcionek Bauera.
Kształt czcionki został zainspirowany filozofią projektowania Bauhausu, pod której wpływem był Renner, oraz krojem uniwersalnym Herberta Bayera – studenta i wykładowcy tej uczelni. Chociaż Futura nie ma bezpośredniego powiązania z Bauhausem, była przejawem nowego podejścia do projektowania, które za najistotniejsze uważało funkcjonalizm i formę, natomiast zdecydowanie odrzucało dekoracyjne, zbędne elementy.

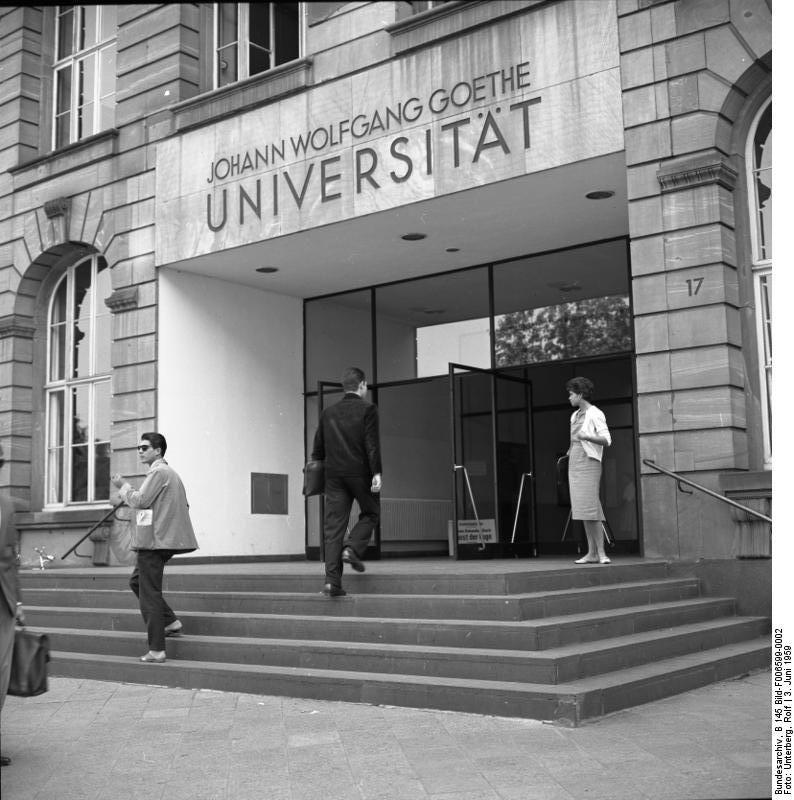
Futura została użyta na fasadzie Uniwersytetu Frankfurckiego

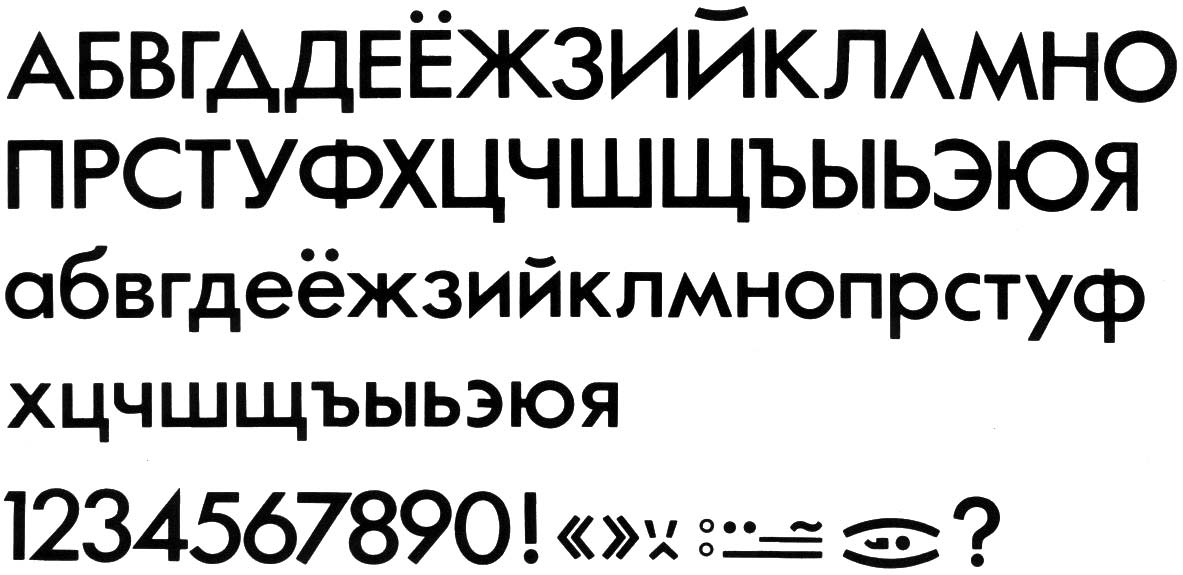
Futura ze znakami cyrylicy wykonana na LIO 1980

Na potrzeby Letnich Igrzysk Olimpijskich w Moskwie w 1980 Anatoli Muzanow opracował wariant ze znakami cyrylicy bazujący na kroju Futura Medium.
Polską adaptacją Futury był krój o nazwie Paneuropa.